# Кропоткин, Андрей Михайлович
Андре́й Миха́йлович Кропо́ткин (род. 5 января 1969, Калининград, Калининградская область, РСФСР, СССР) — российский государственный и общественный деятель, писатель, Член союза писателей России, Почетный гражданин города Калининграда (2024). Глава городского округа «Город Калининград» (2020—2021). Председатель Законодательного собрания Калининградской области (с 14 октября 2021).

## Биография
Родился 5 января 1969 года в Калининграде (Калининградская область).

## Образование
В 1989—1991 годах — Калининградское мореходное училище по специальности «Радиотехник на судах промыслового флота» (радиоинженер). Учёбу не закончил, занявшись частным бизнесом.
В 1998—2002 годах — Калининградский государственный колледж градостроительства (специальность «Строительство и эксплуатация зданий и сооружений»).
В 2005—2006 годах — обучение в Калининградском институте международного бизнеса по программам «Развивай свою фирму» и «Управление эффективностью».
В 2006—2010 годах — обучение в Северо-Западной академии государственной службы (специальность «Государственное и муниципальное управление»). Тема дипломного проекта — «Оптимизация деятельности органов местного самоуправления (на примере городского округа „Город Калининград“)». В 2010 году одновременно закончил Санкт-Петербургский институт внешнеэкономических связей, экономики и права по специальности «Менеджмент организации».
В 2009—2013 годах — обучение в Калининградском институте международного бизнеса по программам «Построение конкурентоспособной компании», «Развитие менеджмента в компании», «Управление маркетингом» и «Развитие бизнеса: лучшая мировая практика».
Обучение в «Сингапур Nanyang Business School» по программе «Клиентоориентированная модель развития бизнеса».
Обучение в «США Darden School of Business» по программе «Разработка и реализация стратегий роста».
Обучение в «Италия SDA Bocconi» по программе «Конкуренция на основе стратегий дифференциации: лучшие европейские практики».
В 2013—2014 годах — обучение в Московской школе управления «Сколково», Excecutive MBA XI.

## Трудовая деятельность
Трудовую деятельность начал в 1986 году. Работал учеником телемастера в объединении «Экран» в Калининграде.
В 1987—1989 годах — проходил срочную военную службу в рядах Советской армии в Туркменской ССР. Участвовал в выводе советских войск из Афганистана. Награждён знаком «Отличник боевой и политической подготовки».
В 1993—1995 годах — менеджер совместного российско-японского предприятия «Электрик плаза „Hitachi“»
В 1995 году Андрей Кропоткин открыл фотостудию «FUJI» в Калининграде, в 1997 году — директор ООО «Фотодизайн».
С середины 1990-х годов развивает строительный и ресторанный бизнес.
В 1999—2003 годах — генеральный директор ООО «Маг».
В 2003—2007 годах — генеральный директор ЗАО «Тута строй». В 2008—2013 годах — генеральный директор ЗАО «Тута групп».

## Политическая деятельность
Андрей Кропоткин был избран депутатом городского Совета депутатов Калининграда 4-го созыва в 2006 году, 5-го созыва — в 2011 году, 6-го созыва — в 2016 году.
19 июня 2013 года избран председателем городского Совета депутатов Калининграда 5-го созыва. 29 сентября 2016 года повторно избран председателем городского Совета депутатов Калининграда 6-го созыва.
Член Всероссийской политической партии «Единая Россия» с 2005 года. Член регионального совета партии «Единая Россия» Калининградской области с 2013 года.
28 июня 2013 года избран членом Координационного совета Союза представительных органов местного самоуправления Российской Федерации и Градостроительного совета Калининграда.
22 декабря 2016 года избран секретарём Калининградского регионального отделения партии «Единая Россия». 1 февраля 2019 года переизбран секретарём Калининградского регионального отделения партии «Единая Россия».
23 октября 2020 года решением городского Совета депутатов Калининграда (6-го созыва) избран главой городского округа «Город Калининград».
Депутат Законодательного собрания Калининградской области (19 сентября 2021 — н. в.).
Председатель Законодательного собрания Калининградской области (14 октября 2021 — н. в.).
Председатель комиссии Совета законодателей Российской Федерации по жилищной политике и жилищно-коммунальному хозяйству (декабрь 2021 — н. в.).
21 января 2022 года переизбран секретарём Калининградского регионального отделения Всероссийской Политической Партии «Единая Россия».

## Общественная деятельность
В 2010 году депутатом Андреем Кропоткиным учреждена именная стипендия учащимся средних школ № 16, 28 и лицея № 17. Ежегодно стипендиатами становятся 27 лучших учеников указанных образовательных учреждений. Присуждается поощрение по итогам каждой учебной четверти. Стипендия, выплачивается из личных средств Андрея Кропоткина, назначается сроком на один учебный год.
При участии Андрея Кропоткина в 2015 году проведена реконструкция мемориального комплекса в память о выпускниках Калининградского военного авиационно-технического училища (КВАТУ), погибших при исполнении интернационального долга в 1979—1989 годах в Демократической Республике Афганистан и авиаторах, погибших на территории Калининградской области в мирное время (сквер на улице Маршала Борзова, 58).
К 70-летию Калининграда и Калининградской области опубликована книга Андрея Кропоткина «Калининград 70», посвящённая развитию областного центра в послевоенное время и тем, кто принимал в этом активное участие. Часть тиража книги передана в дар общественным и ветеранским организациям, библиотекам, социальным и образовательным учреждениям Калининграда и Калининградской области. Андрей Кропоткин был инициатором изготовления юбилейной медали «70 лет городу Калининграду», которой были награждены более 3 500 ветеранов войны и труда, передовиков производства, лидеров общественного движения. Является автором и ведущим программы «Прогулки по Калининграду с Андреем Кропоткиным» на НТРК «Каскад», посвящённой малоизвестным страницам послевоенной истории областного центра.
В 2016 году при поддержке Андрея Кропоткина создана региональная общественная организация «Родной Калининград». Проект стартовал в октябре 2016 года и действует на 16 площадках города (лекции для всех желающих проходят в библиотеках и общественных организациях).
В ноябре 2017 года опубликована вторая книга Андрея Кропоткина — «Легенды Янтарного края». Она рассказывает о выдающихся людях, прославивших область, и охватывает 8 веков. Параллельно на телеканале «Каскад» стартовал одноимённый проект — своеобразная телеверсия книги.
В 2019 году Кропоткин представил общественности свой третий художественный проект — книгу «Прогулки по Калининграду», созданную на основе цикла телевизионных программ.
В 2020 году Андрей Кропоткин выпустил свою четвёртую книгу «Герои штурма Кёнигсберга», посвящённую 235 Героям Советского союза, получившим «Золотую звезду» при штурме города-крепости Кёнигсберг. Большая часть была подарена ветеранам Великой Отечественной войны.
Также в 2020 году была выпущена пятая книга под авторством Андрея Кропоткина — «Регион 39» (книга посвящена истории 22 муниципалитетов Калининградской области)

## Книги
Член Калининградского регионального отделения союза писателей. С 30 сентября 2019 года Андрей Кропоткин является членом Общероссийской общественной организации «Союз писателей России».
Выпустил несколько книг, посвящённых истории своего родного города Калининграда:
- Калининград-70 / Андрей Кропоткин. — Калининград: Живем, 2016. — 349, [3] с.[9];
- Легенды Янтарного края / Андрей Кропоткин. — Калининград: Живем, 2018. — 463 с.[10];
- Прогулки по Калининграду (3 тома) / Андрей Кропоткин; худож. Игорь Автухов. — Калининград: Живём, 2019-2023. — 461, [2] с.[11];
- Герои штурма Кёнигсберга / Андрей Кропоткин; худож. Игорь Автухов. — Калининград: Живём, 2020. — 397 с.[12];
- Регион 39 (2020; посвящена истории 22 муниципалитетов Калининградской области)[13];
- Кёнигсберг-Калининград (2024); посвящена трехсотлетию философа Иммануила Канта и объединению трех древних прусских городов: Альтштадт, Кнайпхоф и Лёбенихт.)[14].
- История янтарного края / Андрей Кропоткин. — Калининград: Живем, 2025.

## Награды
- Медаль ордена «За заслуги перед Отечеством» II степени (3 января 2024) — за активную законотворческую деятельность и многолетнюю добросовестную работу[15]
- Орден «За заслуги перед Калининградской областью» — за общественно-просветительскую деятельность и высокий профессионализм;
- Медаль «За заслуги перед Калининградской областью» — за высокий профессионализм, многолетний добросовестный труд и большой вклад в работу органов местного самоуправления;
- Медаль «За заслуги перед городом Калининградом» — за многолетний добросовестный труд, высокий профессионализм и большой вклад в развитие городского округа «Город Калининград»;
- Медаль «Воину-интернационалисту от благодарного афганского народа»;
- Медаль «В память 10-летия вывода советских войск из Афганистана»;
- Медаль «15 лет вывода советских войск из Демократической Республики Афганистан»;
- Юбилейная медаль «300 лет Российскому флоту» Президента Российской Федерации;
- Медаль «300 лет Балтийскому флоту» Министерства обороны Российской Федерации;
- Медаль «За активную военно-патриотическую работу» Министерства обороны РФ;
- Медаль «За помощь и содействие ветеранскому движению» Министерства обороны РФ;
- Медаль «100 лет Маресьеву» — за участие в реконструкции[7] мемориального комплекса в память о выпускниках Калининградского военного авиационно-технического училища (КВАТУ), погибших при исполнении интернационального долга в 1979—1989 годах в Демократической Республике Афганистан и авиаторах, погибших на территории Калининградской области в мирное время;
- Медаль серебряная «За содействие» Министерства юстиции РФ (2021);
- Медаль золотая «За содействие» Министерства юстиции РФ (2023);
- Медаль «30 лет Законодательному Собранию Калининградской области — 2024 год»;
- Медаль лауреата премии «Золотое перо Московии»;
- Медаль имени Василия Шукшина — за книгу «Герои штурма Кёнигсберга»;
- Благодарность Верховного главнокомандующего Вооружёнными силами Российской Федерации В. В. Путина «за образцовое выполнение воинского долга и самоотверженное служение Отечеству»;
- Благодарственное письмо Президента Российской Федерации «за активное участие в работе по подготовке и проведению выборов Президента Российской Федерации» (2018);
- Благодарность председателя Государственной думы Федерального собрания Российской Федерации Сергея Нарышкина «за активную государственную и общественно-политическую деятельность»;
- Почётная грамота Министерства юстиции Российской Федерации «за эффективное содействие в решении задач, возложенных на Минюст России»;
- Почётная грамота Правительства Калининградской области «за большой вклад в развитие местного самоуправления в Калининградской области»;
- Почётная грамота Министерства регионального развития Российской Федерации за многолетний плодотворный труд, большой личный вклад в развитие муниципального образования «Городской округ „Город Калининград“»;
- Почётная грамота Российского футбольного союза «за вклад в развитие детско-юношеского футбола»;
- Диплом лауреата ежегодной премии «Патриот Земли Российской» имени Великого князя Александра Невского за достижения в области патриотического воспитания в 2017 году в номинации «Литературная»;
- Диплом лауреата премии, памятный знак и премия «Патриот земли Российской» имени Великого князя Александра Невского в номинации «Журналистская» за создание цикла телевизионных программ «Прогулки по Калининграду с Андреем Кропоткиным».
- Диплом фестиваля национальной книги «Читающий мир» в номинации: «За вклад в развитие краеведения» в связи с выходом книги «Калининград 70»;
- Диплом фестиваля национальной книги «Читающий мир» в номинации: «Лучшая книга, способствующая развитию регионов России» в связи с выходом книги «Регион 39»;
- Диплом фестиваля национальной книги «Читающий мир» в номинации: «Лучшая книга о России»" в связи с выходом книги «Легенды янтарного края»;
- Диплом «Ассоциации книгоиздателей России» в номинации: «Лучшая книга о Российской армии и флоте» в связи с выходом книги «Герои штурма Кёнигсберга»;
- Диплом Всероссийского конкурса на лучшее произведение патриотической тематики Премии «Прохоровское поле» в номинации «За восстановление имён героев Великой Отечественной войны в документально — публицистических книгах» в связи с выходом книги «Герои штурма Кёнигсберга»;
- Диплом лауреата премии «Патриот земли Русской» имени Великого князя Александра Невского в номинации «Сохранение исторической памяти» за книгу «Герои штурма Кёнигсберга»;
- Диплом «Ассоциации книгоиздателей России» в номинации — «Лучшая книга о Российских регионах»;
- Диплом лауреата премии «Патриот земли Русской» имени Великого князя Александра Невского за достижения в области патриотического воспитания в номинации «Литературное творчество»;
- Специальный диплом в номинации «Лучшее краеведческое издание» на межрегиональном фестивале-конкурсе «Книга года −2024» город Ижевск[16]
- Диплом в номинации «Лучшее издание о российских регионах» на конкурсе «Лучшая книга года-2024».
- Диплом лауреата премии «Признание» за 3-томник издания «Прогулок по Калининграду»
- Памятный знак «За содействие донорскому движению» Федерального медико-биологического агентства.

## Семья
Андрей Кропоткин разведён. Имеет четверых детей — две дочери и два сына.